# Garveia brevis
Garveia brevis är en nässeldjursart som först beskrevs av John Fraser 1918.  Garveia brevis ingår i släktet Garveia och familjen Bougainvilliidae. Inga underarter finns listade i Catalogue of Life.